# Talisman: Magia i Miecz
Talisman: Magia i Miecz (ang. Talisman – oryg. talizman), pierwotnie wydawana w Polsce jako Magia i Miecz – gra planszowa fantasy wydana przez brytyjską firmę Games Workshop, która w latach 80. zdobyła dużą popularność i została przetłumaczona na wiele języków, w tym polski. Wydawcą gry w Polsce była Sfera, a od 2008 roku wydawcą gry jest Galakta. W 1992 uhonorowana tytułem Gra Roku.

## 1. i 2. edycja
W treści tej sekcji od 2025-08 występują prawdopodobnie wyrażenia zwodnicze, co nie jest zgodne z zasadami przyjętymi w Wikipedii.
Dokładniejsze informacje o tym, co należy poprawić, być może znajdują się w dyskusji tej sekcji.
 Po wyeliminowaniu niedoskonałości należy usunąć szablon {{Dopracować}} z tej sekcji.
Pierwsza edycja gry ukazała się w Wielkiej Brytanii w 1983 roku. Zmiany w drugiej edycji były jedynie kosmetyczne – część czarno-białych ilustracji zastąpiono kolorowymi.
Polska Magia i Miecz oparta była na pierwszej i drugiej edycji Talismanu. Jako jedyna na świecie miała odmienną niż oryginalna oprawę graficzną – przez wielu fanów uważaną za lepszą od oryginalnej i nadającą niepowtarzalny klimat grze. Opracowanie grafiki powierzono grafikowi Grzegorzowi W. Komorowskiemu, a prace zajęły ponad 4 miesiące. W Polsce powstał również dodatek do gry, nie stworzony przez autorów – Games Workshop, ale Sferę. Zatytułowany został Jaskinia. Dotyczyło to zwłaszcza nowych postaci i kart, zaburzających równowagę gry.
Ze względu na to, że Games Workshop w późniejszych latach stracił zainteresowanie dalszym wydawaniem gry, Sferze nie udało się odnowić licencji. Polska firma, najprawdopodobniej uznając się za współautora gry, postanowiła wydać więc grę Magiczny Miecz, różniącą się szatą graficzną, nieznacznie zmienioną fabułą i celem gry (pokonanie bestii), jednak zasady i ogólny klimat, pozostały te same. Wielu graczy uznało jednak Magiczny Miecz za podróbkę. Do Magicznego Miecza ukazały się także dodatki, będące odpowiednikami rozszerzeń do Magii i Miecza, np. zamiast "Miasta" – "Gród".
W skład polskiej edycji gry "Magia i Miecz" wchodziły następujące części (w kolejności wydania):
- Magia i Miecz – wersja podstawowa (zawierająca także karty z oryginalnego dodatku Talisman Expansion Set)
- Podziemia – plansza i karty (zawierająca oprócz zawartości oryginalnego dodatku Dungeon także karty z The Adventure)
- W kosmicznej otchłani (ang. Timescape) – plansza i karty
- Miasto (City) – plansza i karty
- Jaskinia – polski dodatek, plansza i karty
- Smoki (Dragons) – zbiór kart

Wszystkie dodatki oprócz Smoków, które były jedynie zestawem dodatkowych kart, zawierają nowe plansze rozszerzające obszar gry. W numerze 4/93 czasopisma "Magia i Miecz" ukazał się dodatek do gry zawierający 4 dodatkowe postacie (Herold, Rycerz Chaosu, Mistyk, Templariusz), stanowiący polską wersję dodatku do gry Talisman, który ukazał się pod koniec lat 80. w piśmie White Dwarf. Powstało także wiele nieoficjalnych dodatków stworzonych przez fanów, m.in. "Kampania trzech masek" na którą składały się "Lodowa Kraina". "Pustynia" i  "Przedpola Piekieł", a także dodatkowy zewnętrzny krąg "Zapomniane Pustkowia", "Morze", "Wioska", "Wyspa", "Północny Ląd", "Bagna", "4 Jeźdźcy Apokalipsy" oraz wiele innych.

## 3. edycja
Trzecia edycja Talismanu ukazała się w 1994 roku. Jako jedyna wersja gry nie miała wydania polskiego. W trzeciej edycji poruszane na planszy karty postaci zastąpiono plastikowymi figurkami i dokonano znaczących zmian w układzie planszy i mechanice gry (dodając np. punkty doświadczenia poszukiwaczy). Do trzeciej edycji ukazały się trzy dodatki: City of Adventure  (odpowiednik dodatku Miasto z 2. i 4. edycji),   Dungeon of Doom (odpowiednik dodatku Podziemia) oraz Dragon's Tower (którego odpowiednikiem jest alternatywna plansza Smoczej Wieży w dodatku Smoki do 4. edycji).

## 4. edycja
Po wielu latach, w roku 2007, firma wydawnicza Black Industries wprowadziła do sprzedaży czwarte wydanie gry, a oficjalna prezentacja gry odbyła się na targach zabawek "SPIEL" w Essen. Wznowienie oryginalnej gry Talisman jest zasadami zbliżone do pierwszych dwóch edycji i ignoruje zmiany wprowadzone w trzecim wydaniu. Dnia 22 lutego 2008 roku firma Fantasy Flight Games podpisała umowę z Games Workshop na możliwość wydawania gier z dotychczasowego dorobku firmy. Efektem tej umowy jest poprawiony amerykański przedruk, który ukazał się w grudniu 2008 r. i jest oznaczany numerem 4.5. W tym samym czasie w Polsce pojawiła się polska wersja tej edycji gry nakładem wydawnictwa Galakta. 
Nowa edycja gry zastępuje karty postaci oraz ropuch plastikowymi figurkami (podobnie jak w trzeciej edycji), wprowadza nowe zasady (żetony losu pozwalające przerzucić nieudane rzuty kostką), ponadto zmieniono pewne szczegóły planszy. Mechanika gry, umiejętności postaci oraz większość kart przygód, ekwipunku i czarów uległy jedynie zmianom graficznym. Żetony oznaczające punkty umiejętności zastąpiono plastikowymi stożkami, zaś żetony złota – plastikowymi monetami.
Skład 4.5 edycji:

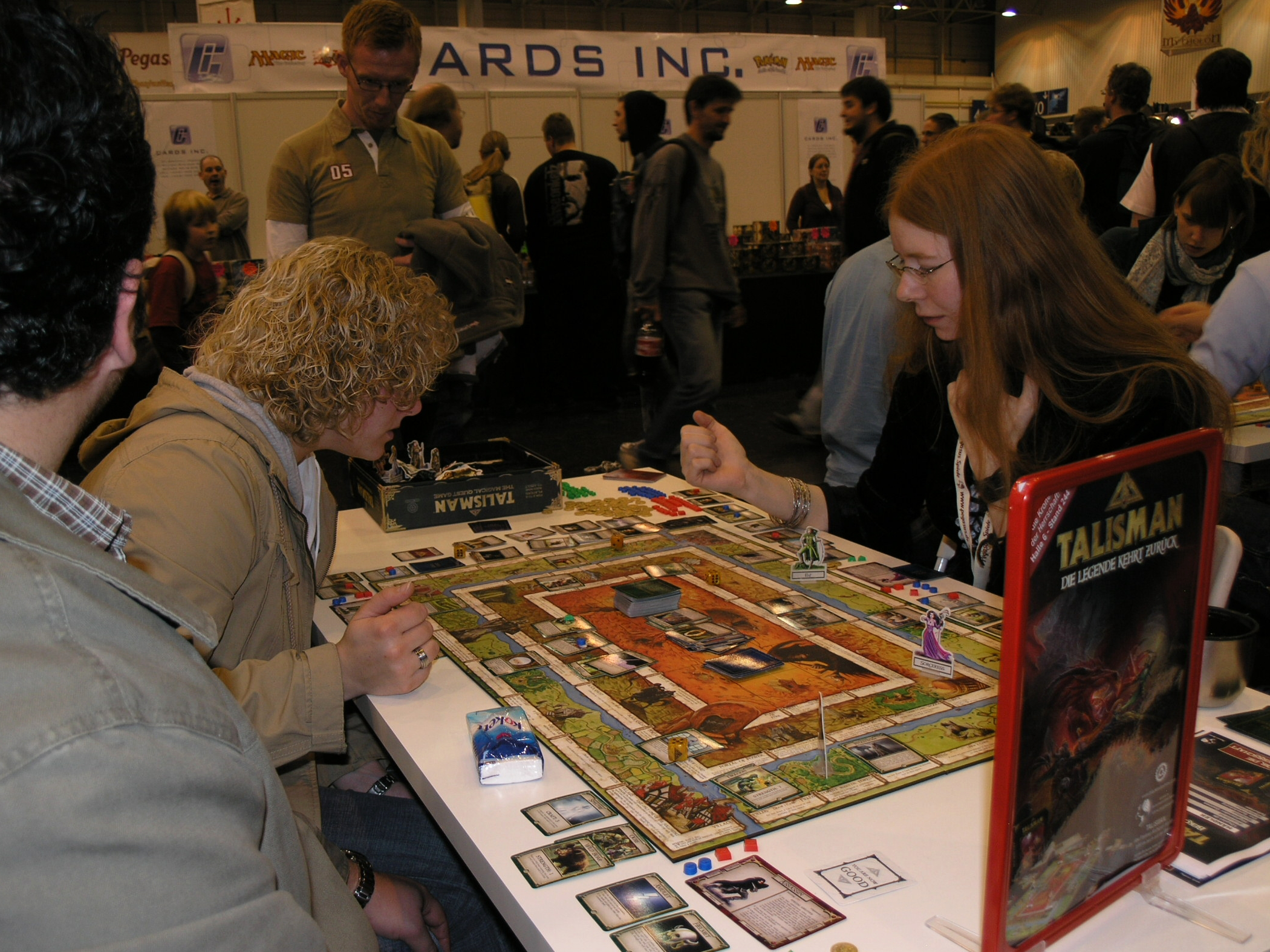
Rozgrywka na targach Essen 2007

- Talisman: Magia i Miecz – wersja podstawowa

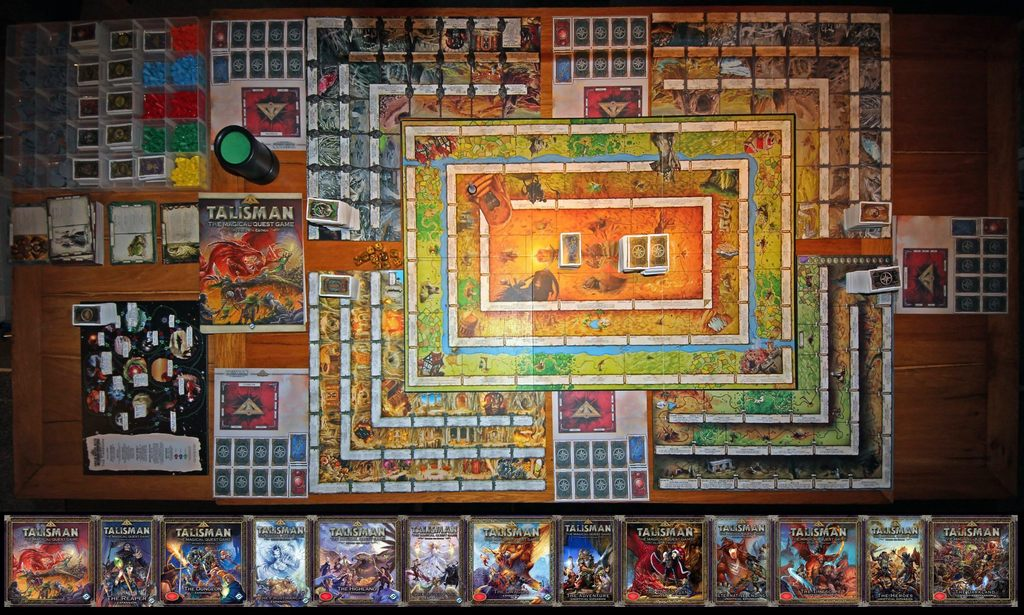
Talisman (edycja 4.5) z większością dodatków przygotowany do rozgrywki

- Talisman: Magia i Miecz: Żniwiarz – poszukiwacze i karty
- Talisman: Magia i Miecz: Podziemia – poszukiwacze, plansza i karty
- Talisman: Magia i Miecz: Królowa Lodu – poszukiwacze i karty
- Talisman: Magia i Miecz: Góry – poszukiwacze, plansza i karty
- Talisman (edycja 4.5) z większością dodatków przygotowany do rozgrywkiTalisman: Magia i Miecz: Pani Jeziora – poszukiwacze i karty
- Talisman: Magia i Miecz: Smoki – poszukiwacze, nakładka na planszę i karty
- Talisman: Magia i Miecz: Wilkołak – poszukiwacze i karty
- Talisman: Magia i Miecz: Miasto – poszukiwacze, plansza i karty
- Talisman: Magia i Miecz: Puszka Pandory – karty
- Talisman: Magia i Miecz: Kraina Ognia – poszukiwacze i karty
- Talisman: Magia i Miecz: Las – poszukiwacze, plansza i karty
- Talisman: Magia i Miecz: Zwiastun – poszukiwacze i karty
- Talisman: Magia i Miecz: Krainy Odmętów – karty
- Talisman: Magia i Miecz: Kataklizm – poszukiwacze, plansza i karty